# У-хоу (Вэй)
Вэйский У-хоу (魏武侯; 424 — 370 гг. до н. э.) — правитель царства Вэй в период Сражающихся царств. Его имя, полученное при рождении, — Цзи (擊). Вступил на престол в 396 году до н. э., сменив своего отца Вэнь-хоу.
В начале правления У-хоу царства Хань, Чжао и Вэй окончательно разделили между собой земли царства Цзинь. Ситуация в Вэй оставалась стабильной за счет результатов прошлого правления. Активная внешняя политика, начатая при Вэнь-хоу, продолжалась, но в источниках наблюдается падение числа сообщений о походах и нападениях. Когда в 386 г. до н. э. У-хоу вступил на престол, в соседнем царстве Чжао к власти пришел Цзин-хоу. После этого неудачливый соперник последнего царевич Шо бежал именно в Вэй, где его приняли  и предложили помощь в борьбе за власть. Правитель Вэй воспринимая царство Чжао как основного соперника, и чувствовал в себе силы вмешаться в его внутренние дела. Однако попытка возвести на престол угодного себе человека военным путем оказалась неудачной. Теперь Вэй конкурировало с Чжао и Хань в борьбе за аграрные земли Великой Равнины.
В это время в Цинь ситуация меняется, с правления Сянь-гуна (384 – 362 гг. до н. э.) начинается усиление. В этих условиях Вэй вынуждено заботиться о своих позициях на бывших землях Цзинь. В 385 г до н.э. укрепляется столица Вэй — г. Аньи, а также город Ваньюань, располагавшийся в верховьях восточного притока р. Хуанхэ – р. Сушуй Отторжение Вэй циньской территории к западу от Хуанхэ в том же году, а затем отсутствие каких-либо военных действий указывает на достижение длительного равновесия в отношениях между Вэй и Цинь.
Стабильность в начале правления У-хоу была вызвана общим желанием правителя и элиты отделиться от Цзинь, но когда в 376 г. эта цель оказалась достигнутой,  возникла кризисная ситуация, приведшая к смуте. После смерти У-хоу в Вэй начался кризис передачи власти — его сыновья вступили в борьбу за престол. Престол наследовал его сын Хуэй-ван.